# Västerås Gymnastikförening
Västerås Gymnastikförening, VGF, grundades den 15 april 1899. VGF har representanter inom tävlingsgrenarna truppgymnastik, artistisk gymnastik och i aerobisk gymnastik. Till detta kommer att man driver aktiviteter såsom gymnastikpass, aerobics och vattengympa. VGF har sin hemmabas i Bellevuestadion.
I tävlingssammanhang har VGF gamla anor. Vid OS i Stockholm 1912 vann löjtnant Claës-Axel Wersäll, VGF, en guldmedalj i truppgymnastik.